# Kuopion PS
Der Kuopion Palloseura ry (deutsch Kuopioer Ballverein oder Ballverein Kuopio; „ry“ ist vergleichbar mit dem deutschen e. V.), kurz Kuopion PS oder einfach nur KuPS, ist ein Fußballverein aus der finnischen Stadt Kuopio.

## Geschichte
1923 wurde der Verein unter dem Namen Kuopion Palloseura gegründet. 1949 spielte der Verein erstmals in der Mestaruussarja. Erst 1994 sollte in der Veikkausliiga der erste Abstieg folgen. 1950 wurde man hinter den Ilves-Kissat Tampere Vizemeister. Auch 1954 erreichte die Mannschaft den zweiten Platz, diesmal hinter Pyrkivä Turku. Doch 1956 konnte KuPS seine erste Meisterschaft feiern. Nach einer überragenden Saison hatte KuPS sechs Punkte Vorsprung auf den HJK Helsinki. 1958 erspielte sich Kuopio seine zweite Meisterschaft und wäre im Europapokal der Landesmeister 1959/60 auf Eintracht Frankfurt gestoßen, doch KuPS nahm seine Anmeldung zurück, so dass sich Frankfurt kampflos für das Achtelfinale qualifizierte und später noch bis in das Finale einzog.
1961 wäre KuPS beinahe abgestiegen. Ein Punkt trennte am Saisonende den zweifachen finnischen Meister vom Abstiegsplatz zehn. 1966 wurde KuPS zum dritten Mal in seiner Vereinsgeschichte finnischer Fußballmeister und es folgten weitere erfolgreiche Jahre, in denen der Pokalsieg 1969 und weitere Meisterschaften 1974 und 1976 gefeiert wurden.
1979 erreichte man als finnischer Vizemeister im UEFA-Pokal gegen B 1903 Kopenhagen erstmals die zweite Runde eines europäischen Vereinswettbewerbes, schied dort jedoch gegen Esbjerg fB aus.
In den 1980er Jahren platzierte sich KuPS in der Mestaruussarja stets auf den Rängen 6 bis 10. 1988 entging man knapp dem Abstieg.
1989 stand Kuopio nach einem 5:2-Derbysieg bei Koparit Kuopio und einem 3:2 in Helsinki beim HJK im Halbfinale des Suomen Cups. Hier besiegte Kuopio den FC Reipas Lahti mit 4:0 und zog in das Finale ein. Gegen Pokalverteidiger FC Haka gewann KuPS schließlich mit 3:2.
Der erste Abstieg aus der mittlerweile in Veikkausliiga umbenannten Mestaruussarja erfolgte 1994. Nach sechs Jahren Abstinenz feierte KuPS in der Saison 2001 mit Rang 8 ein gelungenes Comeback in der höchsten Spielklasse. Zwei weitere Abstiege in die zweitklassige Ykkönen folgten 2003 und 2006, doch gelang jeweils im Folgejahr der direkte Wiederaufstieg in die Veikkausliiga. In der Saison 2008 belegte die Mannschaft den vorletzten Platz und sicherte sich den Klassenerhalt erst in der Relegation gegen den FC Viikingit. Nach einem 12. Platz 2009 wurde KuPS in der Saison 2010 finnischer Vizemeister. In der UEFA Europa League 2012/13 überstand der Verein erstmals zwei Runden und schied erst gegen Bursaspor aus.
Nachdem der Verein in den folgenden Jahren zunächst jeweils im Mittelfeld der Tabelle abgeschlossen hatte, konnte sich KuPS ab der Saison 2017 am oberen Ende etablieren: nach der erneuten Vizemeisterschaft 2017 und dem dritten Platz 2018 gelang 2019 zum sechsten Mal der Gewinn der finnischen Meisterschaft, mehr als vier Jahrzehnte seit der letztmaligen Meisterschaft 1976. 2021 gewann der Verein den finnischen Pokal und wurde in der Liga Vizemeister; gleiches gelang 2022. In der Saison 2021/22 erreichte die Mannschaft die Playoffs der UEFA Europa Conference League, scheiterte dort aber an 1. FC Union Berlin (0:4; 0:0).

## Erfolge
- Finnische Meisterschaft

Meister (7×): 1956, 1958, 1966, 1974, 1976, 2019, 2024
- Finnischer Fußballpokal

Pokalsieger (5×): 1968, 1989, 2021, 2022, 2024
Finalist (3×): 2011, 2012, 2013
- Finnischer Ligapokal

Ligapokalsieger (1×): 2006

## Europapokalbilanz
| Saison  | Wettbewerb                    | Runde                  | Gegner               | Gesamt          | Hin     | Rück          |
| ------- | ----------------------------- | ---------------------- | -------------------- | --------------- | ------- | ------------- |
| 1959/60 | Europapokal der Landesmeister | Vorrunde               | Eintracht Frankfurt  | 1               |         |               |
| 1967/68 | Europapokal der Landesmeister | 1. Runde               | AS Saint-Étienne     | 0:5             | 0:2 (A) | 0:3 (H)       |
| 1969/70 | Europapokal der Pokalsieger   | 1. Runde               | Académica Coimbra    | 0:1             | 0:0 (A) | 0:1 (H)       |
| 1975/76 | Europapokal der Landesmeister | 1. Runde               | Ruch Chorzów         | 2:7             | 0:5 (A) | 2:2 (H)       |
| 1976/77 | UEFA-Pokal                    | 1. Runde               | Östers IF            | 3:4             | 3:2 (H) | 0:2 (A)       |
| 1977/78 | Europapokal der Landesmeister | 1. Runde               | FC Brügge            | 2:9             | 0:4 (H) | 2:5 (A)       |
| 1978/79 | UEFA-Pokal                    | 1. Runde               | B 1903 Kopenhagen    | 6:5             | 2:1 (H) | 4:4 (A)       |
| 1978/79 | UEFA-Pokal                    | 2. Runde               | Esbjerg fB           | 1:6             | 0:2 (H) | 1:4 (A)       |
| 1980/81 | UEFA-Pokal                    | 1. Runde               | AS Saint-Étienne     | 00:14           | 0:7 (H) | 0:7 (A)       |
| 1990/91 | Europapokal der Pokalsieger   | 1. Runde               | Dynamo Kiew          | 2:6             | 2:2 (H) | 0:4 (A)       |
| 2011/12 | UEFA Europa League            | 2. Qualifikationsrunde | Gaz Metan Mediaș     | 1:2             | 1:0 (H) | 0:2 (A)       |
| 2012/13 | UEFA Europa League            | 1. Qualifikationsrunde | AFC Llanelli         | 3:2             | 2:1 (H) | 1:1 (A)       |
| 2012/13 | UEFA Europa League            | 2. Qualifikationsrunde | Maccabi Netanja      | (a)2:2(a)       | 2:1 (A) | 0:1 (H)       |
| 2012/13 | UEFA Europa League            | 3. Qualifikationsrunde | Bursaspor            | 1:6             | 1:0 (H) | 0:6 (A)       |
| 2018/19 | UEFA Europa League            | 1. Qualifikationsrunde | FC Kopenhagen        | 1:2             | 0:1 (H) | 1:1 (A)       |
| 2019/20 | UEFA Europa League            | 1. Qualifikationsrunde | FK Wizebsk           | 3:1             | 2:0 (H) | 1:1 (A)       |
| 2019/20 | UEFA Europa League            | 2. Qualifikationsrunde | Legia Warschau       | 0:1             | 0:1 (A) | 0:0 (H)       |
| 2020/21 | UEFA Champions League         | 1. Qualifikationsrunde | Molde FK             | 0:5             | 0:5 (A) | 0:5 (A)       |
| 2020/21 | UEFA Europa League            | 2. Qualifikationsrunde | ŠK Slovan Bratislava | 1:1 (5:4 i. E.) | 1:1 (H) | 1:1 (H)       |
| 2020/21 | UEFA Europa League            | 3. Qualifikationsrunde | Sūduva Marijampolė   | 2:0             | 2:0 (H) | 2:0 (H)       |
| 2020/21 | UEFA Europa League            | Play-offs              | CFR Cluj             | 1:3             | 1:3 (A) | 1:3 (A)       |
| 2021/22 | UEFA Europa Conference League | 1. Qualifikationsrunde | FC Noah Jerewan      | 5:1             | 0:1 (A) | 5:0 (H)       |
| 2021/22 | UEFA Europa Conference League | 2. Qualifikationsrunde | Worskla Poltawa      | 5:4             | 2:2 (H) | 3:2 n. V. (A) |
| 2021/22 | UEFA Europa Conference League | 3. Qualifikationsrunde | FK Astana            | 5:4             | 1:1 (H) | 4:3 (A)       |
| 2021/22 | UEFA Europa Conference League | Play-offs              | 1. FC Union Berlin   | 0:4             | 0:4 (H) | 0:0 (A)       |
| 2022/23 | UEFA Europa Conference League | 1. Qualifikationsrunde | FC Dila Gori         | 2:0             | 2:0 (H) | 0:0 (A)       |
| 2022/23 | UEFA Europa Conference League | 2. Qualifikationsrunde | FC Milsami           | 6:3             | 2:2 (H) | 4:1 (A)       |
| 2022/23 | UEFA Europa Conference League | 3. Qualifikationsrunde | BSC Young Boys       | 0:5             | 0:2 (H) | 0:3 (A)       |
| 2023/24 | UEFA Europa Conference League | 2. Qualifikationsrunde | Derry City           | 4:5             | 1:2 (A) | 3:3 (H)       |
| 2024/25 | UEFA Conference League        | 1. Qualifikationsrunde | FC UNA Strassen      | 5:0             | 0:0 (A) | 5:0 (H)       |
| 2024/25 | UEFA Conference League        | 2. Qualifikationsrunde | Tromsø IL            | 0:2             | 0:1 (H) | 0:1 (A)       |
| 2025/26 | UEFA Champions League         | 1. Qualifikationsrunde | FC Milsami           | 1:0             | 1:0 (H) | 0:0 (A)       |
| 2025/26 | UEFA Champions League         | 2. Qualifikationsrunde | FK Qairat Almaty     | 2:3             | 2:0 (H) | 0:3 (A)       |
| 2025/26 | UEFA Europa League            | 3. Qualifikationsrunde | FK RFS               | 3:1             | 2:1 (A) | 1:0 (H)       |
| 2025/26 | UEFA Europa League            | Play-offs              | FC Midtjylland       | -:-             | -:- (A) | -:- (H)       |

Gesamtbilanz: 62 Spiele, 18 Siege, 17 Unentschieden, 27 Niederlagen, 69:114 Tore (Tordifferenz −45)

## Spieler
| - Waleri Broschin - Ousmane Diawara - Marcus Gayle - Jani Hartikainen - Ville Iiskola - Pele Koljonen - Johannes Kreidl - Kari Laukkanen - Jussi Markkanen - Marco Pogioli - Mart Poom | - Janne Reinikainen - Oliver Risser - Wojciech Rudy - Aulis Rytkönen - Berat Sadik - Jussi-Pekka Savolainen - Kari Ukkonen - Dieter Wendling - Harri Ylönen |